# 리머릭 FC
리머릭 FC(Limerick F.C.)는 아일랜드에 위치한 리머릭을 연고로 하는 축구팀이었다. 이 팀은 1937년에 창단하였고 2020년에 해단하였다. 마지막 시즌에 리그 오브 아일랜드 퍼스트 디비전에 참가하였다.

## 역대 감독
| 감독                 | 임기        |
| -------------------- | ----------- |
| 이완 펜튼            | 1960 ~ 1967 |
| 이완 펜튼            | 1970 ~ 1972 |
| 이완 펜튼            | 1975 ~ 1976 |
| 윌리엄 로버트 해밀턴 | 1987 ~ 1989 |
| 닐 맥도널드          | 2017 ~ 2018 |